# 9658 Imabari
9658 Imabari (1996 DD3) là một tiểu hành tinh vành đai chính được phát hiện ngày 28 tháng 2 năm 1996 bởi Nakamura, A. ở Kuma.